# مقاطعة قسحطيري
مقاطعة قسح طيري (بالصومالية: Qasaxdheere)‏ هي مقاطعة في محافظة باي جنوب الصومال عاصمتها قسحطيري.

## روابط خارجية
- مقاطعات الصومال
- الخارطة الإدارية لمقاطعة قنسحطيري